# Миньо Минев
Мѝньо Ивано̀в Мѝнев е български оперен певец тенор.

## Биография
Роден е на 5 февруари 1919 г. в Сливен. Учи пеене при Стойко Диков. От 1948 г. е хорист, а от 1949 г. – артист в Народна опера – Стара Загора. Дебютира с ролята на Никола от операта „Гергана“ на маестро Георги Атанасов. През 1955 г. специализира в Болшой театър в Москва. Гостува на няколко оперни театъра в СССР. След завръщането си в България през 1956 г. продължава оперната си дейност в Стара Загора. Гостува на множество оперни театри в България, както и на Държавния музикален театър „Стефан Македонски“. Почива на 8 ноември 1984 г. в Стара Загора.
Негова съпруга е оперната певица Йовка Бунарджиева, а дъщеря му е мецосопраното Стефка Минева.

## Роли
Миньо Минев има множество роли в опери и оперети, по-значимите са:
- Никола в „Гергана“ от маестро Георги Атанасов (1947)
- Бепо в „Палячи“ от Руджеро Леонкавало (1949)
- Белмонте в „Отвличане от сарая“ от Моцарт (1950)
- Ернесто в „Дон Паскуале“ от Гаетано Доницети (1952)
- Йеник в „Продадена невеста“ от Бедржих Сметана (1952)
- Ленски в „Евгений Онегин“ от Чайковски (1952)
- Алфред в „Травиата“ от Джузепе Верди (1953)
- Владимир Игоревич в „Княз Игор“ от Александър Бородин (1953)
- Ликов в „Царска годеница“ от Николай Римски-Корсаков (1954)
- Граф Алмавива в „Севилският бръснар“ от Джоакино Росини (1957)
- Джералд в „Лакме“ от Лео Делиб (1958)
- Спас в „Цвета“ от маестро Георги Атанасов (1959)
- Крал Ричард в „Бал с маски“ от Джузепе Верди (1959)
- Рудолф в „Бохеми“ от Джакомо Пучини (1959)
- Илия в „Луд гидия“ от Парашкев Хаджиев (1961)

### Оперети
- Ваня във „Взаимна любов“ от Сигизмунд Кац (1951)
- Адам в „Птицеподавецът“ от Карл Целер (1954)